# Radikal 157
Radikal 157 mit der Bedeutung „Fuß“ ist eines von zwanzig traditionellen Radikalen der chinesischen Schrift, die aus sieben Strichen bestehen. 
Mit 128 Zeichenverbindungen in Mathews’ Chinese-English Dictionary gibt es sehr viele Zeichen im Lexikon unter diesem Radikal.
Das Piktogramm entstand aus der Abbildung eines Fußes. 
Das Radikal stellt Zeichen in das Bedeutungsfeld „Fuß und Bewegungen des Fußes“ wie zum Beispiel 趾 (= Zehe), 跟 (= Ferse), 跨 (= schreiten), 踢 (= treten), 跳 (= springen, hüpfen), 跑 (= laufen), 跪 (= knien). In den Zeichenverbindungen wird weit überwiegend das Zeichen ⻊(U+2ECA), immer linksstehend, verwendet.

## Schriftzeichenverbindungen, die vom Radikal 157 regiert werden
| Striche | Zeichen                                                                                         |
| ------- | ----------------------------------------------------------------------------------------------- |
| +0      | 足 ⻊                                                                                           |
| +02     | 趴                                                                                              |
| +03     | 趵 趶 趷 趸                                                                                     |
| +04     | 趹 趺 趻 趼 趽 趾 趿 跀 跁 跂 跃 跄                                                             |
| +05     | 跅 跆 跇 跈 跉 跊 跋 跌 跍 跎 跏 跐 跑 跒 跓 跔 跕 跖 跗 跘 跙 跚 跛 跜 距 跞                   |
| +06     | 跟 跠 跡 跢 跣 跤 跥 跦 跧 跨 跩 跪 跫 跬 跭 跮 路 跰 跱 跲 跳 跴 践 跶 跷 跸 跹 跺 跻          |
| +07     | 跼 跽 跾 跿 踀 踁 踂 踃 踄 踅 踆 踇 踈 踉 踊 踋 踌 踍 踎                                        |
| +08     | 踏 踐 踑 踒 踓 踔 踕 踖 踗 踘 踙 踚 踛 踜 踝 踞 踟 踠 踡 踢 踣 踤 踥 踦 踧 踨 踩 踪 踬 踭 踮 踯 |
| +09     | 踫 踰 踱 踲 踳 踴 踵 踶 踷 踸 踹 踺 踻 踼 踽 踾 踿 蹀 蹁 蹂 蹃 蹄 蹅                            |
| +10     | 蹆 蹇 蹈 蹉 蹊 蹋 蹌 蹍 蹎 蹏 蹐 蹑 蹒 蹓                                                       |
| +11     | 蹔 蹕 蹖 蹗 蹘 蹙 蹚 蹛 蹜 蹝 蹞 蹟 蹠 蹡 蹢 蹤 蹥 蹦 蹧 蹮                                     |
| +12     | 蹨 蹩 蹪 蹫 蹬 蹭 蹯 蹰 蹱 蹣 蹲 蹳 蹴 蹵 蹶 蹷 蹸 蹹 蹺 蹻 蹼 蹽 蹾 蹿 躀                      |
| +13     | 躁 躂 躃 躅 躆 躇 躈 躉                                                                         |
| +14     | 躄 躊 躋 躌 躍 躎 躏                                                                            |
| +15     | 躐 躑 躒 躓 躔 躕 躖                                                                            |
| +16     | 躗 躘 躙 躚 躛 躜                                                                               |
| +17     | 躝 躞 躟 躠                                                                                     |
| +18     | 躡 躢 躣 躤 躥                                                                                  |
| +19     | 躦 躧                                                                                           |
| +20     | 躨 躩 躪                                                                                        |

 Im Unicodeblock Kangxi-Radikale ist das Radikal 157 unter der Codepointnummer 12.188 (U+2F9C) codiert.